# Carruaje

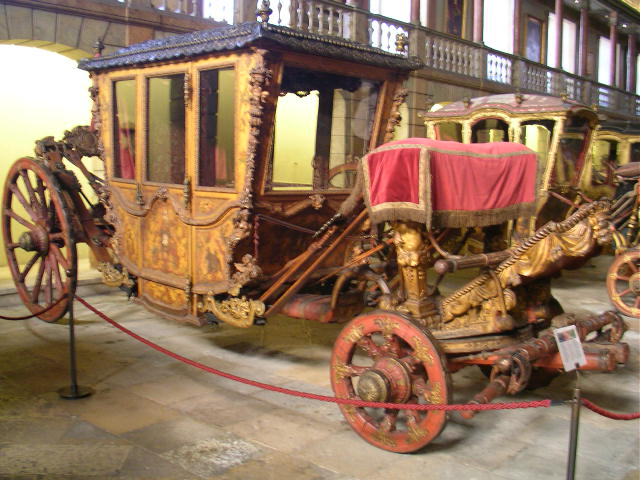
Carruaje portugués.

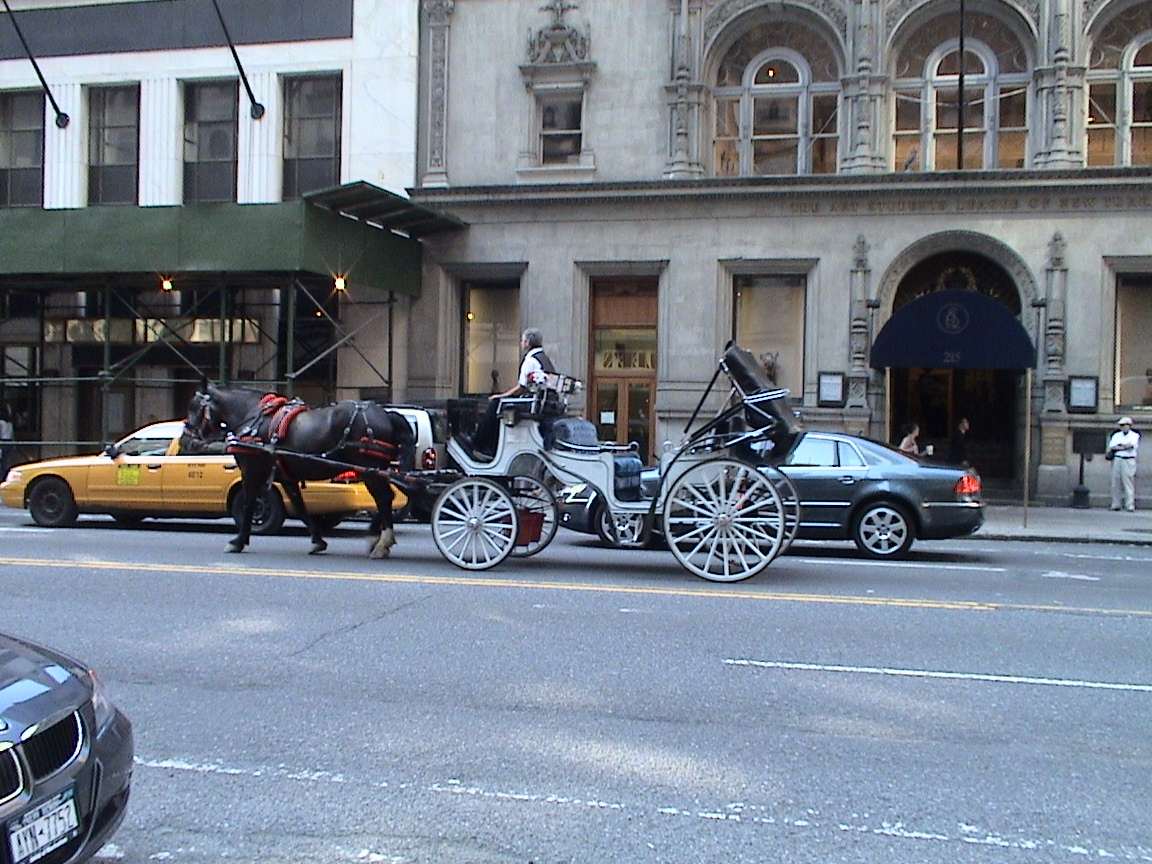
Carruaje en Manhattan, Nueva York, en 2007.

Carruaje (del provenzal «cariatge») es un vehículo privado de tracción animal con armazón de madera, hierro o ambos materiales que se desliza sobre cuatro ruedas. Los de dos ruedas son más informales y suelen ser conducidos por sus propietarios. Los carros de guerra de dos ruedas y los carros, carretas y carromatos de dos y cuatro ruedas utilizados desde la antigüedad para el transporte de mercancías o de personas fueron los precursores del carruaje. Su uso prácticamente ha desaparecido en Occidente y han pasado a convertirse en piezas de museo.

## Historia

### Prehistoria
Algunos carros tirados por caballos encontrados en tumbas celtas muestran indicios de que sus plataformas estaban suspendidas elásticamente. Los carros de cuatro ruedas se utilizaron en la Europa de la Edad del Bronce, y su forma conocida por las excavaciones sugiere que las técnicas básicas de construcción de ruedas y bastidores (que sobrevivieron sin prácticamente cambios hasta la era del automóvil) se establecieron entonces.

### Carro de bueyes
El carro de bueyes, un carro grande de dos ruedas tirado típicamente por bueyes, o en la India también búfalos de agua, surgió a finales del tercer milenio a. C. Convencionalmente, incluye una lanza o pértiga de madera resistente entre los bueyes, un yugo que la conecta con la yunta de bueyes, una plataforma de madera para pasajeros o carga y grandes ruedas de madera con borde de acero.  Se han encontrado restos de estos carros tirados por bueyes, tanto ligeros como pesados, en sitios de la civilización del valle del Indo como Mohenjo—Daro, Harappa y Chanhu-daro.

### Carro de guerra
También en yacimientos de la civilización del valle del Indo, se hallaron los restos de carros de dos ruedas tirados por caballos incluyendo dos cubiertos que se asemejan al posterior ekka, también en Harappa, Mohenjo Daro y Chanhu Daro. Este carro de guerra ligero, llegó a Mesopotamia hacia 1900 a. C. Usado típicamente para la guerra por los egipcios, los habitantes del Cercano Oriente y los europeos, era esencialmente un cuenco liviano abierto por detrás y de dos ruedas que transportaba a uno o dos pasajeros, tirado por uno o dos caballos. El carro fue revolucionario y efectivo porque llevaba guerreros frescos a las áreas cruciales de la batalla con rapidez.

### Carro romano

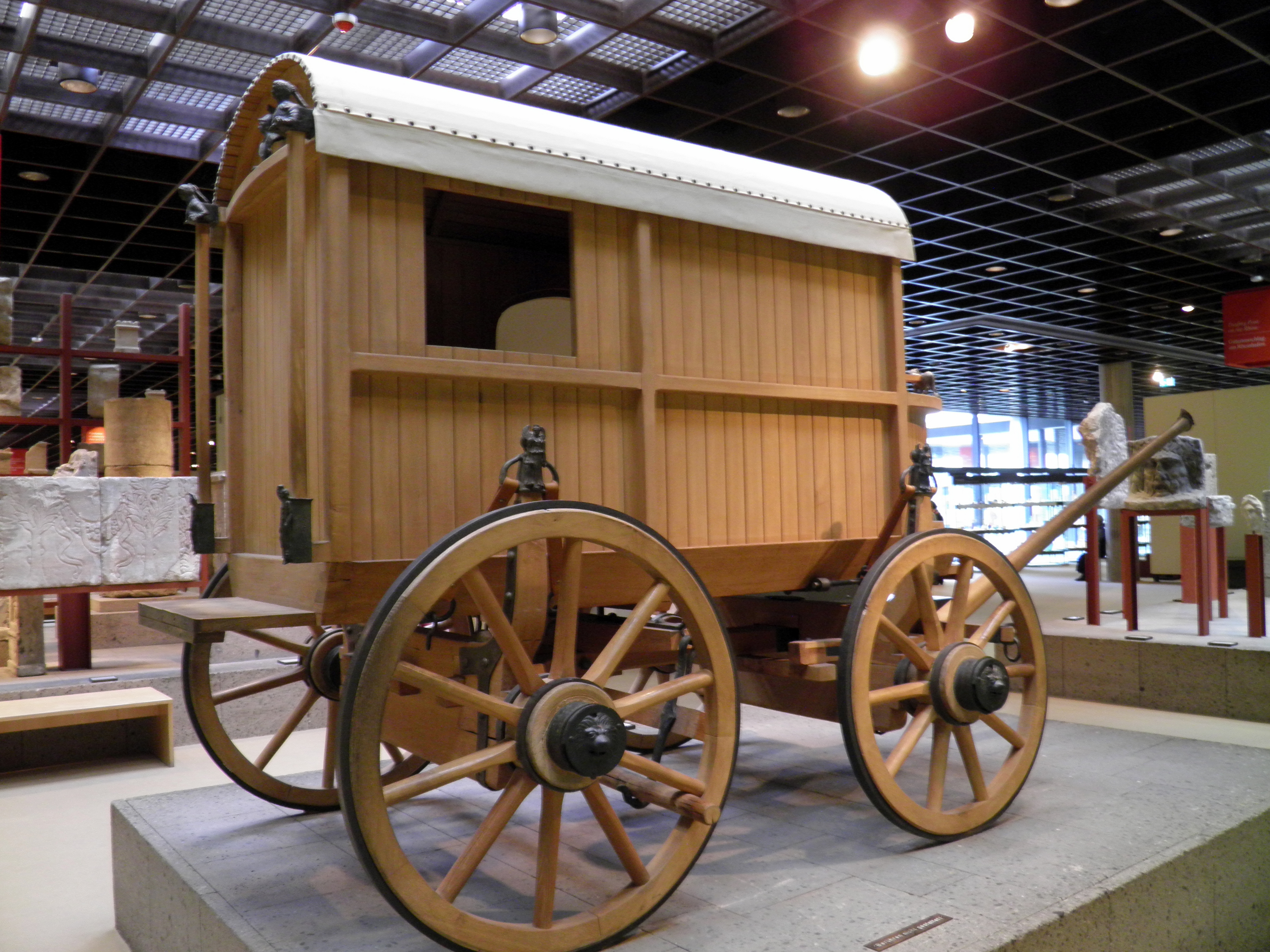
Reconstrucción de una carruca romana ricamente decorada con accesorios de bronce, Museo Romisch-Germanisches, Colonia.

Los romanos del primer siglo a. C. ya empleaban carros con suspensión para los viajes por tierra. Es probable que los carruajes romanos emplearan algún tipo de suspensión con cadenas o correas de cuero, como lo indican las partes de carros encontradas en las excavaciones. En 2021, los arqueólogos descubrieron los restos de un carruaje ceremonial de cuatro ruedas, un pilentum, cerca de la antigua ciudad romana de Pompeya. Se cree que el pilentum pudo haber sido utilizado en ceremonias como bodas. El hallazgo ha sido descrito como "en un excelente estado de conservación".

### Carro chino antiguo
Durante la dinastía Zhou de China, el carro se generalizó para la guerra y como medio de transporte en el país, aunque los primeros ya habían aparecido a finales de la anterior dinastía Shang, cuyos soberanos eran enterrados con ricos ajuares y sirvientes sacrificados, incluyendo carros con sus caballos y aurigas.
El uso del carro de guerra quedó prácticamente obsoleto tras el periodo de los Reinos Combatientes debido a la adopción de unidades de caballería ligera y el mayor uso de ballestas, lanzas y picas. Hasta la dinastía Han, el poder de los estados y dinastías chinos se medía por el número de carros que se sabía que tenían. Un reino de mil carros era clasificado como mediano, y un reino de diez mil carros era clasificado como un país enorme y poderoso.

### Carro medieval

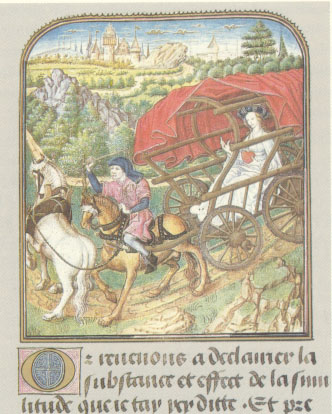
Carro tirado por caballos, c. 1455.

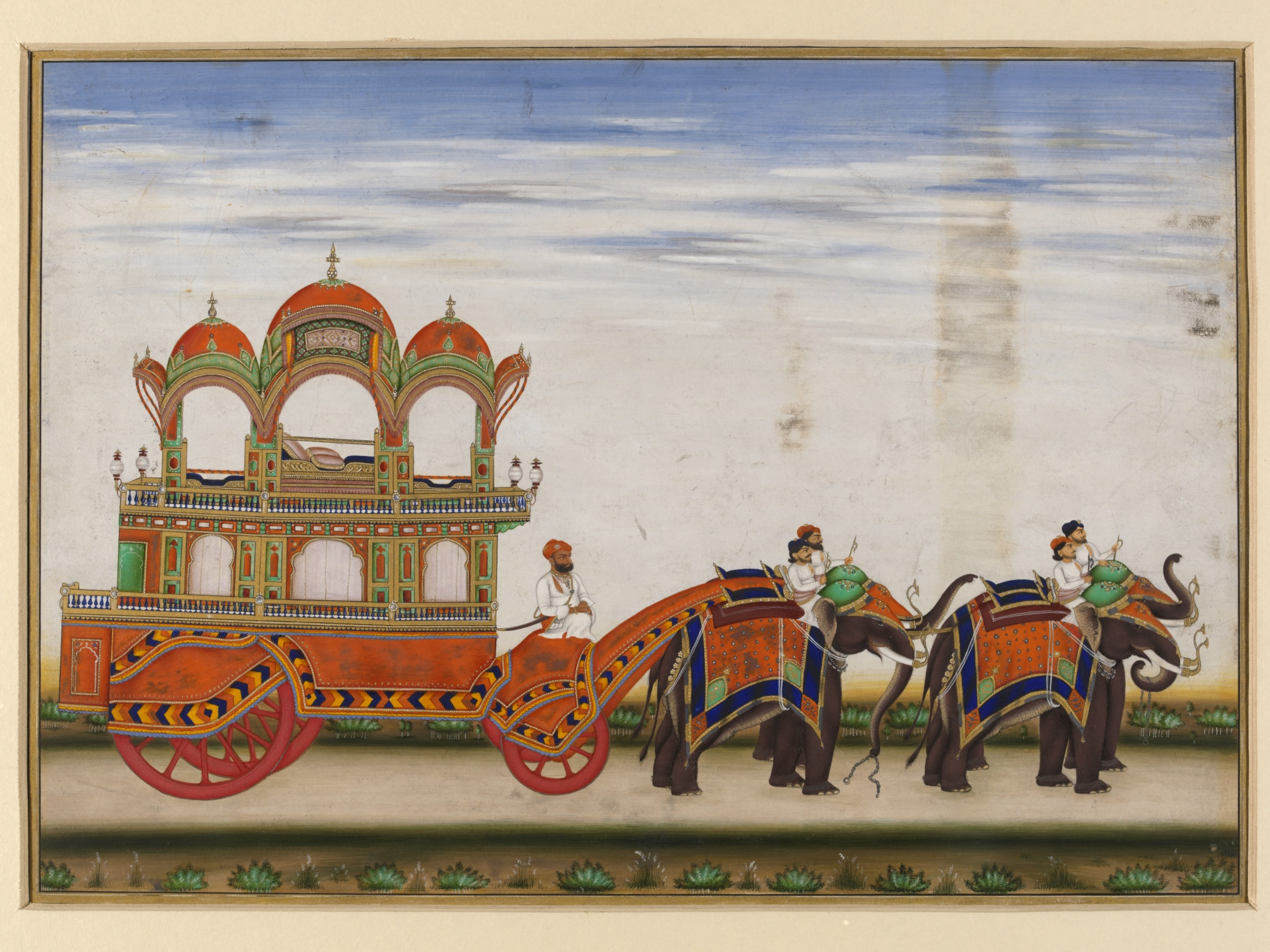
Una carroza de dos niveles tirada por cuatro elefantes.

El carro medieval era típicamente un tipo de carreta de cuatro ruedas, con una parte superior redondeada ("inclinada") similar en apariencia a la Conestoga familiar de los Estados Unidos del siglo XIX. Compartiendo la forma tradicional de ruedas y bastidor conocida desde la Edad del Bronce, muy probablemente también empleó el eje delantero pivotante en continuidad con el mundo antiguo. La suspensión (sobre cadenas) se registra en imágenes visuales y relatos escritos del siglo XIV ("chars branlant" o carros mecedores), y ya eran de uso generalizado en el siglo XV. Los carruajes fueron utilizados en gran medida por la realeza, los aristócratas (y especialmente por las mujeres), y podían estar decorados y dorados de manera elaborada. Estos carruajes solían ser de cuatro ruedas y tirados por dos a cuatro caballos dependiendo de su tamaño y estado. La madera y el hierro eran los materiales principales necesarios para construir un carruaje y los empleados por personas que no pertenecían a la realeza estaban cubiertos con cuero liso.
Otra forma de carruaje era el carro de desfile del siglo XIV. Los historiadores debaten sobre la estructura y el tamaño de los carros de los desfiles y procesiones bajomedievales; sin embargo, generalmente son estructuras similares a casas en miniatura que descansaban sobre cuatro a seis ruedas, según el tamaño del vehículo. El carro de desfile es importante porque hasta el siglo XIV la mayoría de los carruajes tenían dos o cuatro ruedas; el carromato y el carruaje mecedor son dos ejemplos anteriores al carro de desfile. Los historiadores también debaten si los carros de desfile se construyeron o no con sistemas de ejes pivotantes, que permitían que las ruedas giraran. Ya sea que se tratara de un carro de desfile de cuatro o seis ruedas, la mayoría de los historiadores sostienen que los sistemas de ejes pivotantes se implementaron en los carros de desfile porque muchas carreteras a menudo serpenteaban con algunas curvas cerradas. Los carros de desfile de seis ruedas también representaron otra innovación en los carruajes; fueron uno de los primeros en utilizar múltiples ejes pivotantes, ya que se utilizaron ejes en el juego de ruedas delantero y en el juego de ruedas del medio. Esto permitía que el caballo se moviera libremente y dirigiera el carruaje de acuerdo con el camino.

### Coche de caballos
Una de las grandes innovaciones en la historia de los carruajes fue la invención del carruaje suspendido o "chariot branlant" (aunque sigue siendo incierto si se trató de una innovación romana o medieval). El "chariot branlant" de las ilustraciones medievales estaba suspendido por cadenas en lugar de correas de cuero como se creía. La suspensión, ya sea de cadenas o de cuero, podría proporcionar una conducción más suave ya que la carrocería del vehículo ya no descansaba sobre los ejes, pero no podía evitar el balanceo (branlant) en todas las direcciones. Está claro a partir de las ilustraciones (y los ejemplos supervivientes) que el carruaje suspendido medieval con una inclinación redonda era un tipo europeo muy extendido, al que se hace referencia con una serie de nombres (coche, currus, char, carruaje).
En la Inglaterra del siglo XIV, los carruajes, como el que se ilustra en el Salterio de Luttrell, todavía habrían sido un medio de transporte aristocrático bastante raro, y habrían sido muy costosos hasta el final del siglo. Habrían tenido cuatro ruedas de seis pies y seis radios que estaban unidos por ejes engrasados debajo de la carrocería y no necesariamente tenían suspensión. El chasis estaba hecho de vigas de roble y el techo en forma de barril estaba cubierto de cuero o tela pintada de colores brillantes. El interior incluiría asientos, camas, cojines, tapices e incluso alfombras. Serían tirados por cuatro o cinco caballos.
Bajo el rey Matías Corvino (1458-1490), que disfrutaba de los viajes rápidos, los húngaros desarrollaron el transporte rápido por carretera, y la ciudad de Kocs entre Budapest y Viena se convirtió en un importante parada de posta, y dio su nombre al nuevo tipo de vehículo. Las primeras ilustraciones del "carro Kochi" húngaro no indican ninguna suspensión, un cuerpo con lados altos de mimbre liviano y típicamente tirado por tres caballos enjaezados. Los modelos posteriores eran considerablemente más ligeros y famosos porque un solo caballo podía transportar a muchos pasajeros.

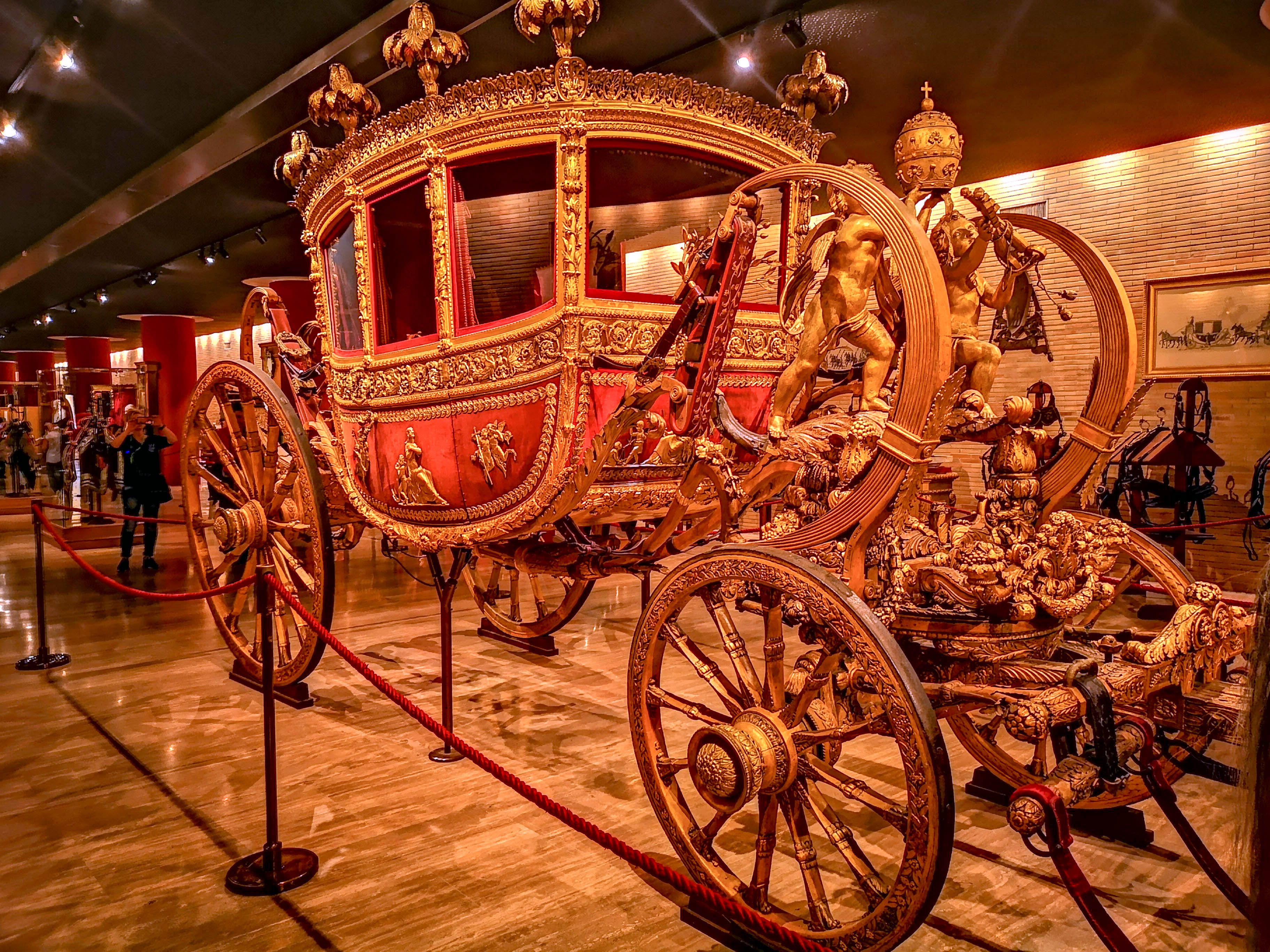
"La Gran Gala de Berlín", una carroza construida en Roma para el pontífice León XII en los años 1824-1826. Gregorio XVI solicitó algunas modificaciones importantes.

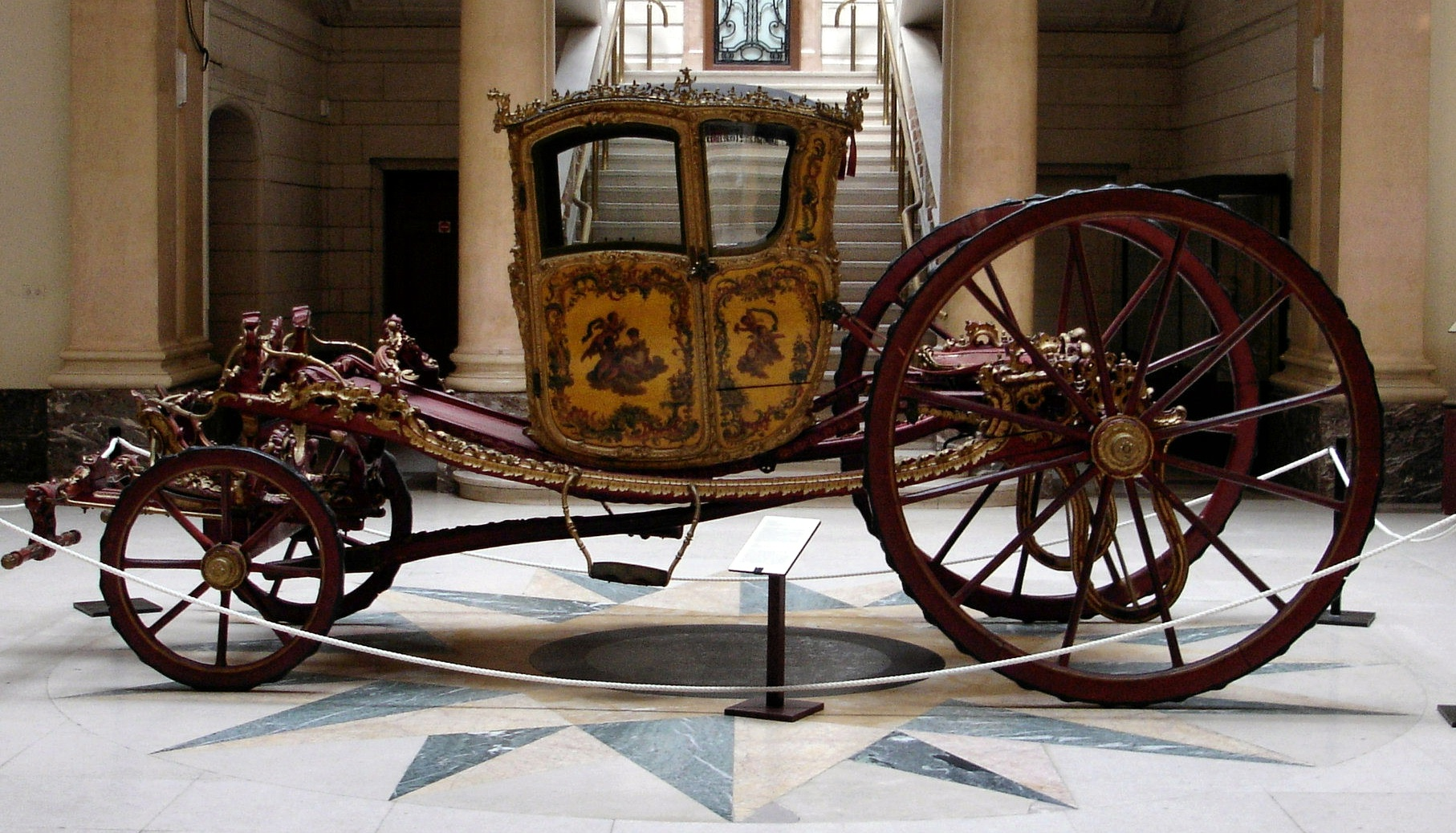
Un Gala Coupé, ; Museos Reales de Arte e Historia, Bruselas.

El coche de caballos húngaro se extendió por Europa, inicialmente con bastante lentitud, en parte debido a Hipólito de Este de Ferrara (1479-1529), sobrino de la reina Beatriz de Aragón, quien siendo muy joven en el arzobispado de Esztergom desarrolló un gusto por la equitación húngara y llevó su carruaje y conductor de regreso a Italia. Entonces, de repente, alrededor de 1550, la "carroza" hizo su aparición en las principales ciudades de Europa, y la nueva palabra entró en el vocabulario de todos sus idiomas. Sin embargo, el nuevo "coche" parece haber sido un concepto de moda (viaje rápido por carretera para hombres) tanto como cualquier tipo de vehículo en particular, y no hay un cambio tecnológico obvio que acompañara a la innovación, ya sea en el uso de la suspensión (que vino antes), o la adopción de resortes (que vino después). A medida que su uso se extendió por toda Europa a fines del siglo XVI, la estructura de la carrocería del coche de caballos finalmente cambió, de una inclinación de techo redondeado a los armazones de "cuatro postes" que se convirtieron en estándar en todas partes alrededor de 1600.

### Desarrollo posterior del coche de caballos

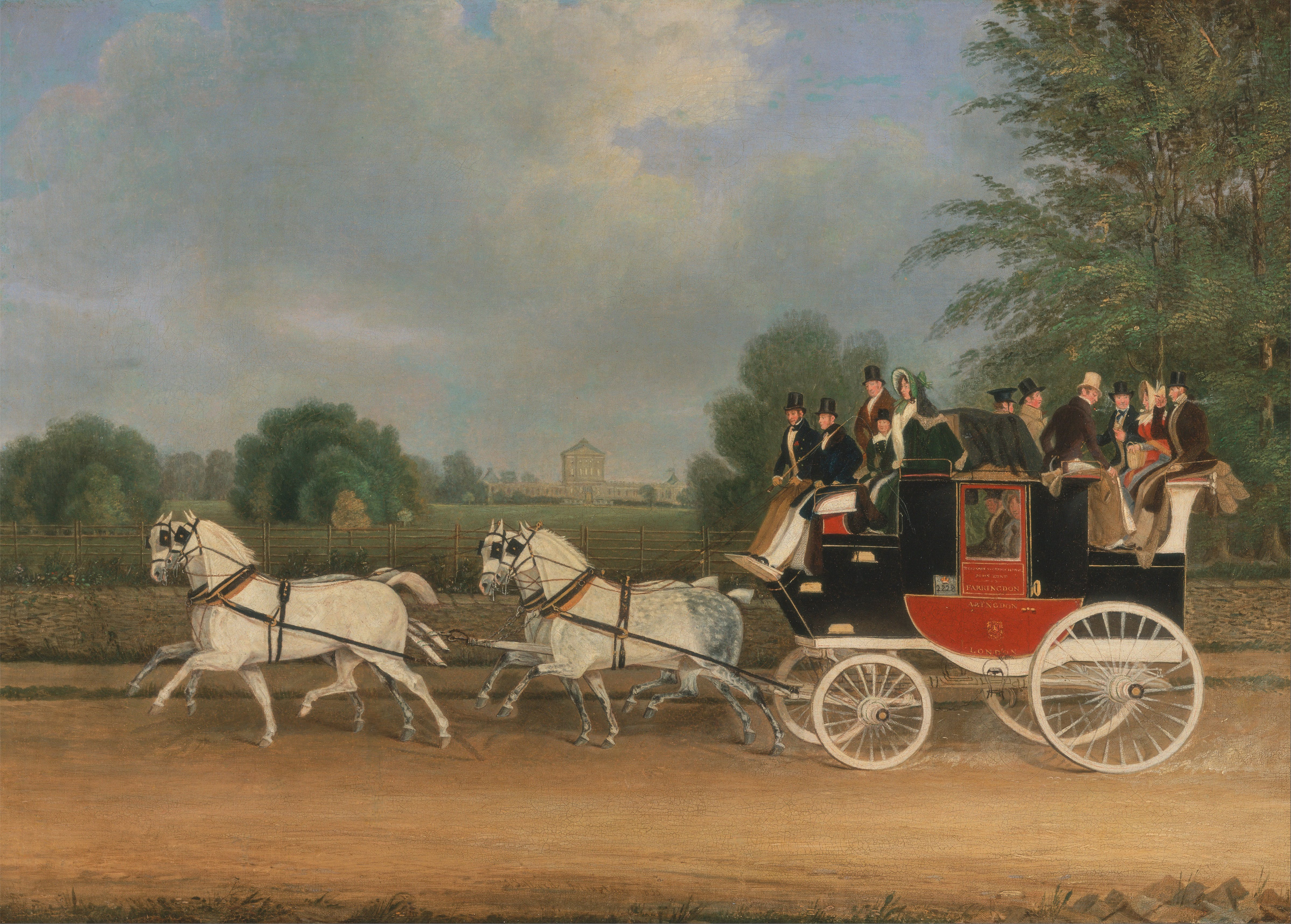
La diligencia Londres-Farringdon, 1835.

El carruaje tenía puertas en los costados, con un escalón de hierro protegido por cuero que se convirtió en el "estribo" en el que podían viajar de pie los sirvientes. El conductor o cochero se sentaba en un asiento en la parte delantera, y el ocupante más importante se sentaba en la parte trasera mirando hacia adelante. Los primeros carruajes se pueden ver en Veste Coburgo, Lisboa y el Kremlin de Moscú, y se convierten en un lugar común en el arte europeo. No fue sino hasta el siglo XVII que se produjeron más innovaciones con resortes de acero y acristalamiento en las puertas, y solo en el siglo XVIII, con mejores superficies de carreteras, hubo una innovación importante con la introducción del resorte C de acero.
Se propusieron muchas innovaciones, y algunas se patentaron, para nuevos tipos de suspensión u otras características. Fue solo a partir del siglo XVIII que surgieron cambios en los sistemas de dirección, incluido el uso de la 'quinta rueda' sustituida por el eje delantero pivotante, y sobre la cual giraba el carruaje. Otra propuesta provino de Erasmus Darwin, un joven médico inglés que conducía un carruaje unas 10.000 millas al año para visitar pacientes por toda Inglaterra. Darwin encontró dos problemas o deficiencias esenciales del carruaje ligero o carruaje húngaro de uso común. En primer lugar, las ruedas delanteras giraban mediante un eje delantero pivotante, que se había utilizado durante años, pero estas ruedas a menudo eran bastante pequeñas y, por lo tanto, el pasajero, el carruaje y el caballo sufrían la peor parte de cada bache en la carretera. En segundo lugar, reconoció el peligro de un vuelco.
Un eje delantero pivotante cambia la base del vehículo de un rectángulo a un triángulo porque la rueda en el interior de la curva puede girar más bruscamente que la rueda delantera exterior. Darwin sugirió una solución para estas insuficiencias al proponer un principio en el que las dos ruedas delanteras giran (independientemente del eje delantero) alrededor de un centro que se encuentra en la línea extendida del eje trasero. Esta idea fue patentada más tarde en 1818 como geometría de dirección de Ackermann. Darwin argumentó que los carruajes serían entonces más fáciles de tirar y menos propensos a volcar.
El uso de carruajes en América del Norte se produjo con el establecimiento de los colonos europeos. Los primeros caminos de herradura coloniales tempranos se convirtieron rápidamente en carreteras, especialmente cuando los colonos extendieron sus territorios hacia el suroeste. Los colonos comenzaron a usar carretas a medida que aumentaban estos caminos y el comercio entre el norte y el sur. Finalmente, se buscaron carruajes o coches de caballos para transportar mercancías y personas. Al igual que en Europa, las carrozas y/o carruajes eran una marca de estatus alto. Los plantadores de tabaco del sur fueron algunos de los primeros estadounidenses en utilizar el carruaje como medio de transporte humano. A medida que la industria del cultivo del tabaco creció en las colonias del sur, también lo hizo la frecuencia de carruajes, carros y carretas. A principios del siglo XVIII, el uso de vehículos de ruedas en las colonias estaba en su punto más alto. Los carruajes, diligencias y carretas se gravaban en función del número de ruedas que tenían. Estos impuestos se implementaron en el Sur principalmente porque el Sur tenía un número superior de caballos y vehículos de ruedas en comparación con el Norte. Europa, sin embargo, todavía utilizaba el transporte rodado con mucha más frecuencia y en una escala mucho mayor que en cualquier otro lugar del mundo.

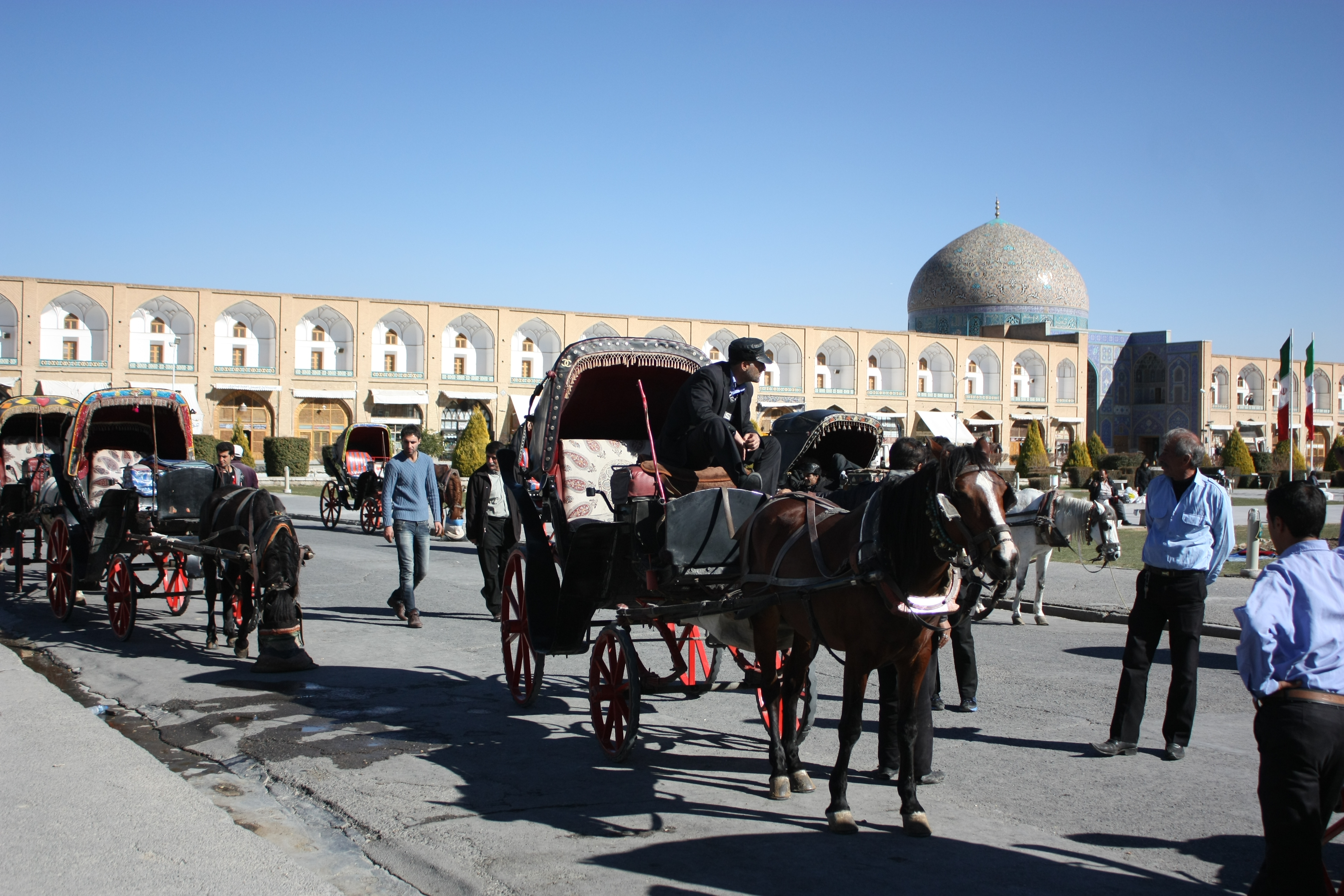
Taxis tirados por caballos para turistas en la Plaza Naghsh-i Jahan, Esfahan.

### Decadencia
Los carruajes y coches de caballos comenzaron a desaparecer a medida que el uso de la propulsión a vapor comenzó a generar más y más interés e investigación. La energía de vapor ganó rápidamente la batalla contra la tracción animal, como lo demuestra un artículo de periódico escrito en Inglaterra en 1895 titulado "Carne de caballo contra vapor". El artículo destaca la muerte del carruaje como principal medio de transporte.

### Actualidad
Hoy en día, algunos grupos minoritarios como los Amish todavía utilizan carruajes para el transporte diario en los Estados Unidos. También se siguen utilizando en el turismo en ciudades como Brujas, Viena, Nueva Orleans y Little Rock, Arkansas.
La colección de carruajes en funcionamiento más completa se puede ver en las Royal Mews en Londres, donde se usa regularmente una gran selección de vehículos. Estos están apoyados por un personal de cocheros, lacayos y postillones con librea. Los caballos se ganan la vida apoyando el trabajo de la Casa Real británica, especialmente durante los eventos ceremoniales. Los caballos que tiran de un gran carruaje conocido como "freno cubierto" recogen al Yeoman of the Guard con sus distintivos uniformes rojos del Palacio de Investiduras de St James en el Palacio de Buckingham; Los altos comisionados o embajadores son conducidos a sus audiencias reales en landó; los jefes de Estado visitantes son transportados hacia y desde las ceremonias oficiales desde su llegada y los miembros de la Familia Real son conducidos en los carruajes de la Royal Mews durante el Trooping the Colour, el servicio de la Orden de la Jarretera en el Castillo de Windsor y las procesiones de carruajes al comienzo de cada día del Royal Ascot.

## Carruajes de madera
Las maderas más usadas en carretería son el olmo, la encina, el álamo negro, el fresno, el chopo. Para las piezas que trabajan y sufren más se suele escoger el olmo. Hay dos especies de madera: la rolliza y la aserradiza.
- La madera rolliza es la que no está escuadrada ni aserrada pero sí cortada en zoquetes del largo necesario. Con ella se hacen los cubos, los ejes, los puentes, las tijeras y las pinas.
- La aserradiza es la reducida a ciertos gruesos con la sierra. Con la aserradiza se hacen las cajas de eje, los pilares y las lanzas (varas, vigas o barras que suelen fabricarse de fresno joven).

Otro aspecto importante del carruaje de madera es la suspensión por medio de muelles, y sometida a un sistema de sopandas o ballestas de cueros reforzados.

## Partes de un carruaje
La diversidad y tipología de carruajes y su abundante y variable vocabulario componen una lista de la que aquí podrían destacarse algunos términos esenciales a modo de orientación:
- En los carruajes de dos juegos: caja de juego delantero y caja de juego trasero.
- Las tijeras son dos piezas de madera, encajadas en el juego delantero junto a la lanza, de donde se separan formando una horquilla. En las puntas contrarias hay una pieza llamada telera que sirve de sujeción.
- Los huecos de la tijera se llenan con unas "pinas" para formar el "rodete" debajo de la "solera" de adelante.
- Las palomillas son los cojinetes de los ejes de las ruedas prendidos a la solera, pieza debajo de la cual pasa el eje por una escopleadura.
- Clavija maestra es el clavo de cabeza gruesa y aplastada con que se une el juego delantero en el cuerpo del carruaje.
- La lanza, vara, viga o barra es una pieza larga movible de fresno u olmo interpuesta entre los caballos. Sirve para gobernar el carruaje y su punta está reforzada con una pieza metálica terminada en gancho llamado casquillo.
- La especie de travesaño asegurado de firme sobre la tijera se llama balancín grande. En cada una de sus extremidades hay otras dos piezas enganchadas denominadas balancines chicos y a las cuales se enganchan los caballos.
- A las varillas delgadas que algunos carros llevan por delante para evitar que se caigan los objetos conducidos se da el nombre de adrales.
- Ballestón es la pieza curva que llevan las galeras atrás. También se llama así la pieza de madera afianzada en algunos coches a la parte inferior del pescante para apoyar el cochero el pie al subir.
- Bolea es una pieza con argolla en medio que se pone a modo de cruz sobre la lanza con algunos carros.
- El contrarodete es la pieza circular sobrepuesta en el rodete y sobre el cual gira llevando la clavija maestra.
- Horcate es un palo que une las colleras de las caballerías.
- Pértigo es la pieza grande de madera que atraviesa la longitud media de una carreta.
- Varales y limones son los maderos altos y bajes entre los cuales está comprendida la enravadura.

### Las ruedas

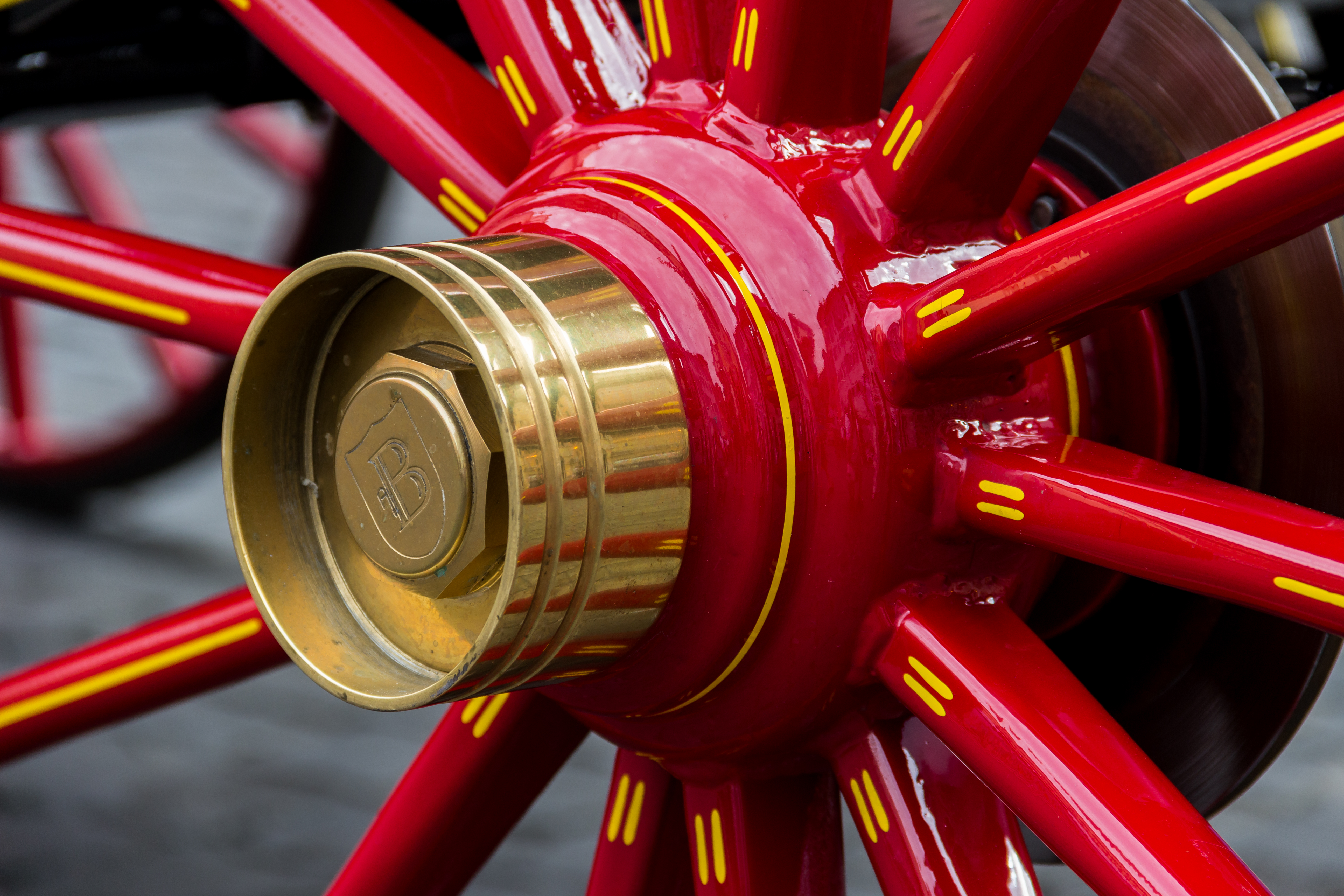
Detalle de una rueda

Constan de una pieza central llamada cubo, de donde arrancan unas piezas llamadas rayos que se ensamblan en una circunferencia compuesta de piezas curvas denominadas pinas. La circunferencia exterior de las pinas se refuerza con un aro de hierro o llanta, que se aplica en caliente para que cuando se enfríe y contraiga apriete y dé soporte a las pinas. La barriga es la parte más gruesa del cubo y, para impedir que este se raje, se afirma con aros o cellos. La ruedecilla que se pone entre la rueda y el cabo del pezón del eje es la bilorta o estornija y los cercos que se encajan en la extremidad del cubo por adentro y son los que luden con el eje se distinguen con el nombre de bujes. La punta exterior del cubo es la boquilla y la interior el nalguil y los clavos con que se aseguran las abrazaderas se llaman gitas.